# 王少楼 (京剧武生)
王少樓（1918年1月13日—2003年5月13日），京劇演員、武生，有“江南一條腿”的美譽。
王少樓四歲隨父王德山（梆子演員）學藝，曾拜周信芳為師。十一歲隨父在杭嘉湖一帶經常演出《落馬湖》、《獨木關》、《連環套》，己深得觀眾喜愛。十七歲開始在杭州掛牌演出，頭三天打炮戲為《長阪坡》、《挑滑車》、《惡虎村》，一炮打響。青年時候的王少樓作為五大頭牌進入上海大舞臺，當時演出的劇碼有《鐵公雞》、《盜魂鈴》、《金錢豹》、《周喻歸天》、《戰馬超》、《十八羅漢收大鵬》、《驅車戰將》、《英雄走國記》、《牛郎織女》、《收姜維》等，並經常在南京、武漢、杭州、蘇州、無錫等地巡迥演出。
中华人民共和國成立之初，成立了共舞臺京劇團，有演員200多人，54年改為上海新華京劇團，王少樓任團長和主演。領導劇團編演了23本《水泊梁山》，在1950年上海笫一屆春節戲曲演唱競賽獲一等獎。解放後編演大量新戲有《九件衣》、《五虎平西》、《薛剛鬧花燈》、《忠王李秀成》、《張汶祥刺馬》、《黃飛虎反五關》、《岳飛》、《還我臺灣》，和現代戲《黎明的河邊》、《唱戲的人》等。1957年春節開始演出頭本《封神榜》，該劇演止七本，盛況空前。當年下半年去北京、天津、濟南巡迥演出，擴大了連臺本戲在北方的影響。1964年編演《龍江頌》並主演支部書記鄭強。1965年參加了華東區京劇現代戲會演，受到一致好評。文化大革命開始後，王少樓深受迫害，抄家、批鬥、遊街，去吳淞“五七”幹校勞動。江青下令劇團解散，《龍江頌》劇本由上海京劇院接手。1978年，王少樓由豫園調入上海戲曲學校任教。王少樓曾任3屆、4屆、5屆上海市政協委員，周信芳研究會副會長，中國戲劇家協會會員，上海農工民主黨常委。參加了全國笫四次文代會。參加拍攝電影《蓋叫天舞臺藝術》、《一箭仇》。2003年5月13日因病在上海逝世，享年85歲。